# Holland (Missouri)
Holland és una població dels Estats Units a l'estat de Missouri. Segons el cens del 2000 tenia 246 habitants.

## Demografia
Segons el cens del 2000, Holland tenia 246 habitants, 96 habitatges, i 71 famílies. La densitat de població era de 558,7 habitants per km².
Dels 96 habitatges en un 31,3% hi vivien nens de menys de 18 anys, en un 54,2% hi vivien parelles casades, en un 10,4% dones solteres, i en un 26% no eren unitats familiars. En el 24% dels habitatges hi vivien persones soles el 12,5% de les quals corresponia a persones de 65 anys o més que vivien soles. El nombre mitjà de persones vivint en cada habitatge era de 2,56 i el nombre mitjà de persones que vivien en cada família era de 2,9.
Per edats la població es repartia de la següent manera: un 25,2% tenia menys de 18 anys, un 9,3% entre 18 i 24, un 26,8% entre 25 i 44, un 21,5% de 45 a 60 i un 17,1% 65 anys o més.
L'edat mediana era de 39 anys. Per cada 100 dones de 18 o més anys hi havia 104,4 homes.
La renda mediana per habitatge era de 35.278 $ i la renda mediana per família de 36.875 $. Els homes tenien una renda mediana de 35.417 $ mentre que les dones 20.000 $. La renda per capita de la població era de 12.524 $. Entorn del 9,8% de les famílies i el 12,7% de la població estaven per davall del llindar de pobresa.

## Poblacions més properes
El següent diagrama mostra les poblacions més properes.